# Lista domen najwyższego poziomu
Lista istniejących domen najwyższego poziomu (sierpień 2024):

## Funkcjonalne (ang.gTLDgeneric TLD)

### Niesponsorowane
- .com – komercyjne (od 1985)
- .edu – edukacyjne (od 1985)
- .gov – rządowe (od 1985)
- .mil – militarne (od 1985)
- .net – internetowe (od 1985)
- .org – organizacyjne (od 1985)
- .int – organizacyjne międzynarodowe (od 1988)
- .biz – biznesowe (od 2001)
- .info – informacyjne (od 2001)
- .name – nazewnicze indywidualne (od 2001)
- .pro – zawodowe (od 2001)

### Sponsorowane
- .aero – transport lotniczy
- .coop – kooperacja, współpraca
- .jobs – zatrudnienie
- .mobi – telefonia komórkowa
- .museum – muzealne
- .travel – podróżnicze
- .cash – bankowe
- .design – grafika

### Infrastrukturalne
- .arpa – infrastruktura sieciowa internetu Reverse DNS
- .root – niektóre główne serwery DNS

### Usługowe
- .post – pocztowe i firmowe prywatne
- .tel – telekomunikacyjne
- .cab – firmy taksówkarskie, taksówkarze itp.

### Inne
- .bet – zakłady bukmacherskie, kasyna
- .build – budownictwo

### Proponowane

#### Geograficzne
- .geo – geograficzne
- .berlin – Berlin
- .london – Londyn
- .nyc(inne języki) – Nowy Jork
- .paris(inne języki) – Paryż
- .lat(inne języki) – ogólne strony Ameryki Łacińskiej
- .africa(inne języki) – ogólne strony Afryki
- .asia – ogólne strony Azji

#### Języki i społeczności
- .bzh(inne języki) – w języku bretońskim
- .cat – dla Katalonii
- .pl – dla Polski
- .cym(inne języki) – w języku walijskim
- .eng(inne języki) – dla Anglii
- .eus(inne języki) – w języku baskijskim
- .gal(inne języki) – w języku galicyjskim
- .ker – w języku kornijskim (Kornwalia)
- .lli(inne języki) – w dialekcie leońskim
- .quebec(inne języki) – dla prowincji Quebec (Kanada)
- .sco (.scot) – narodowa dla Szkocji i w języku szkockim
- .sic(inne języki) – dla obszaru Seklerszczyzny

#### Inne
- .eco – środowiskowe
- .kid – dziecięce
- .kids – ochrona dzieci przed stronami dla dorosłych
- .mail – z e-pocztą
- .med(inne języki) – organizacje i placówki medyczne
- .safe(inne języki) –
- .shop(inne języki) – sklepy internetowe
- .sport(inne języki) – sportowe
- .web(inne języki) – domeny ogólnego zastosowania w sieciach WWW
- .wine(inne języki) – zarezerwowane dla stron o winie
- .xxx – erotyczne (dozwolone od 18 lat)
- .ai – domena używana przez chat boty ai
- .cloud – domena używana przez hostingi ale nie tylko

### Zlikwidowane
- .nato – NATO (obecnie .int)
- .an – Antyle Holenderskie (obecnie .bq, .cw i .sx)

### Zarezerwowane
- .example – dokumentacja oraz jako przykład nazw domen
- .invalid – przykład niepoprawnej nazwy domeny
- .localhost – serwery lokalne
- .test – podawanie przykładowych stron np. w dokumentacjach lub testach

### Pseudodomeny
- .bitnet
- .csnet(inne języki)
- .local(inne języki)
- .onion
- .uucp(inne języki)

## Krajowe(ang.ccTLDcountry code TLD)
Domeny krajowe są zawsze dwuliterowe, większość z nich odpowiada kodom krajów ze standardu ISO 3166-1. Oprócz państw, przyporządkowuje się je odrębnym lub autonomicznym obszarom geograficznym, np. oddzielną domenę posiada Hongkong (.hk) należący do ChRL, Antyle Holenderskie (.an) należące do Holandii itd.
- .ab – Ambazonia[b]
- .ac – Wyspa Wniebowstąpienia
- .ad – Andora
- .ae – Zjednoczone Emiraty Arabskie
- .af – Afganistan
- .ag – Antigua i Barbuda
- .ai – Anguilla
- .al – Albania
- .am – Armenia
- .ao – Angola
- .aq – Antarktyda oraz inne obszary na południe od równoleżnika 60°S
- .ar – Argentyna
- .as – Samoa Amerykańskie
- .at – Austria
- .au – Australia oraz Wyspy Ashmore i Cartiera i Wyspy Morza Koralowego
- .aw – Aruba
- .ax – Wyspy Alandzkie
- .az – Azerbejdżan
- .ba – Bośnia i Hercegowina
- .bb – Barbados
- .bd – Bangladesz
- .be – Belgia
- .bf – Burkina Faso
- .bg – Bułgaria
- .bh – Bahrajn
- .bi – Burundi
- .bj – Benin
- .bl – Saint-Barthélemy (przydzielona, jeszcze niestosowana)
- .bm – Bermudy
- .bn – Brunei
- .bo – Boliwia
- .bq – Bonaire, Saba i Sint Eustatius
- .br – Brazylia
- .bs – Bahamy
- .bt – Bhutan
- .bv – Wyspa Bouveta (niestosowana)
- .bw – Botswana
- .by, .бел(inne języki)– Białoruś
- .bz – Belize
- .ca – Kanada
- .cc – Wyspy Kokosowe (Wyspy Keelinga)
- .cd – Demokratyczna Republika Konga
- .cf – Republika Środkowoafrykańska
- .cg – Kongo
- .ch – Szwajcaria
- .ci – Wybrzeże Kości Słoniowej
- .ck – Wyspy Cooka
- .cl – Chile
- .cm – Kamerun
- .cn – Chińska Republika Ludowa
- .co – Kolumbia
- .cr – Kostaryka
- .cu – Kuba
- .cv – Republika Zielonego Przylądka
- .cw – Curaçao
- .cx – Wyspa Bożego Narodzenia
- .cy – Cypr
- .cz – Czechy
- .de – Niemcy
- .dj – Dżibuti
- .dk – Dania
- .dm – Dominika
- .do – Dominikana
- .dz – Algieria
- .ec – Ekwador
- .ee – Estonia
- .eg – Egipt
- .eh – Sahara Zachodnia (projektowana, obecnie brak)
- .er – Erytrea
- .es – Hiszpania
- .et – Etiopia
- .eu – Unia Europejska
- .fi – Finlandia
- .fj – Fidżi
- .fk – Falklandy
- .fm – Mikronezja
- .fo – Wyspy Owcze
- .fr – Francja
- .ga – Gabon
- .gb – Wielka Brytania (niestosowana, zazwyczaj używana .uk)
- .gd – Grenada
- .ge – Gruzja
- .gf – Gujana Francuska
- .gg – Guernsey
- .gh – Ghana
- .gi – Gibraltar
- .gl – Grenlandia
- .gm – Gambia
- .gn – Gwinea
- .gp – Gwadelupa
- .gq – Gwinea Równikowa
- .gr – Grecja
- .gs – Wyspy Georgia Południowa i Sandwich Południowy
- .gt – Gwatemala
- .gu – Guam
- .gw – Gwinea Bissau
- .gy – Gujana
- .hk – Hongkong
- .hm – Wyspy Heard i McDonalda
- .hn – Honduras
- .hr – Chorwacja
- .ht – Haiti
- .hu – Węgry
- .id – Indonezja
- .ie – Irlandia
- .il – Izrael
- .im – Wyspa Man
- .in – Indie
- .io – Brytyjskie Terytorium Oceanu Indyjskiego
- .iq – Irak
- .ir – Iran
- .is – Islandia
- .it – Włochy
- .je – Jersey
- .jm – Jamajka
- .jo – Jordania
- .jp – Japonia
- .ke – Kenia
- .kg – Kirgistan
- .kh – Kambodża
- .ki – Kiribati
- .km – Komory
- .kn – Saint Kitts i Nevis
- .kp – Korea Północna
- .kr – Korea Południowa
- .kw – Kuwejt
- .ky – Kajmany
- .kz – Kazachstan
- .la – Laos
- .lb – Liban
- .lc – Saint Lucia
- .li – Liechtenstein
- .lk – Sri Lanka
- .lr – Liberia
- .ls – Lesotho
- .lt – Litwa
- .lu – Luksemburg
- .lv – Łotwa
- .ly – Libia
- .ma – Maroko
- .mc – Monako
- .md – Mołdawia
- .me – Czarnogóra
- .mf – Saint-Martin (przydzielona, jeszcze niestosowana)
- .mg – Madagaskar
- .mh – Wyspy Marshalla
- .mk – Macedonia Północna
- .ml – Mali
- .mm – Mjanma
- .mn – Mongolia
- .mo – Makau
- .mp – Mariany Północne
- .mq – Martynika
- .mr – Mauretania
- .ms – Montserrat
- .mt – Malta
- .mu – Mauritius
- .mv – Malediwy
- .mw – Malawi
- .mx – Meksyk
- .my – Malezja
- .mz – Mozambik
- .na – Namibia
- .nc – Nowa Kaledonia
- .ne – Niger
- .nf – Norfolk
- .ng – Nigeria
- .ni – Nikaragua
- .nl – Holandia
- .no – Norwegia
- .np – Nepal
- .nr – Nauru
- .nu – Niue
- .nz – Nowa Zelandia
- .om – Oman
- .pa – Panama
- .pe – Peru
- .pf – Polinezja Francuska oraz Clipperton
- .pg – Papua-Nowa Gwinea
- .ph – Filipiny
- .pk – Pakistan
- .pl – Polska
- .pm – Saint-Pierre i Miquelon
- .pn – Pitcairn
- .pr – Portoryko
- .ps – Autonomia Palestyńska
- .pt – Portugalia
- .pw – Palau
- .py – Paragwaj
- .qa – Katar
- .re – Reunion
- .ro – Rumunia
- .rs – Serbia
- .ru, .рф – Rosja
- .rw – Rwanda
- .sa – Arabia Saudyjska
- .sb – Wyspy Salomona
- .sc – Seszele
- .sd – Sudan
- .se – Szwecja
- .sg – Singapur
- .sh – Święta Helena
- .si – Słowenia
- .sj – Wyspy Svalbard i Jan Mayen (niestosowana)
- .sk – Słowacja
- .sl – Sierra Leone
- .sm – San Marino
- .sn – Senegal
- .so – Somalia
- .sr – Surinam
- .ss – Sudan Południowy
- .st – Wyspy Świętego Tomasza i Książęca
- .su – były ZSRR (stosowane wciąż pojedyncze domeny)
- .sv – Salwador
- .sx – Sint Maarten
- .sy – Syria
- .sz – Eswatini (dawniej Suazi)
- .tc – Turks i Caicos
- .td – Czad
- .tf – Francuskie Terytoria Południowe i Antarktyczne
- .tg – Togo
- .th – Tajlandia
- .tj – Tadżykistan
- .tk – Tokelau
- .tl – Timor Wschodni
- .tm – Turkmenistan
- .tn – Tunezja
- .to – Tonga
- .tr – Turcja
- .tt – Trynidad i Tobago
- .tv – Tuvalu
- .tw – Republika Chińska (Tajwan)
- .tz – Tanzania
- .ua – Ukraina
- .ug – Uganda
- .uk – Wielka Brytania
- .um – Dalekie Wyspy Mniejsze Stanów Zjednoczonych
- .us – Stany Zjednoczone
- .uy – Urugwaj
- .uz – Uzbekistan
- .va – Watykan
- .vc – Saint Vincent i Grenadyny
- .ve – Wenezuela
- .vg – Brytyjskie Wyspy Dziewicze
- .vi – Wyspy Dziewicze Stanów Zjednoczonych
- .vn – Wietnam
- .vu – Vanuatu
- .wf – Wallis i Futuna
- .ws – Samoa
- .ye – Jemen
- .yt – Majotta
- .za – Południowa Afryka
- .zm – Zambia
- .zw – Zimbabwe